# Арская, Наталия Александровна
Наталия Александровна Арская (21 января 1942, Ашхабад, Туркменская ССР — 23 ноября 2021, Москва, Российская Федерация) — русская писательница, журналистка, внучка поэта начала XX века Павла Арского. Автор исторической трилогии об анархистах, мемуаров, повестей и рассказов.

## Биография
Наталия Арская родилась 21 января 1942 года, когда её родители были в эвакуации в городе Ашхабаде. Её дедом по отцовской линии является революционный поэт Павел Арский.
Родители Наталии умерли рано. Отец, Александр Павлович Арский, погиб на фронте в октябре 1942 года. Мать — Елена Николаевна Доленко (род. 1922) — трагически погибла в 1944 году.
Наталию воспитывала бабушка — Анна Михайловна Федина (1903—1983) — первая жена Павла Арского, которая работала во Всесоюзном управлении по охране авторских прав. Она прививала ей с ранних лет любовь к искусству и литературе. Этому способствовала и окружающая обстановка. Ещё в 1931 году семья Арских въехала в так называемый «писательский дом» на проезде Художественного театра, где поселились около сорока писательских семей, среди которых были Михаил Светлов, Николай Асеев, Лидия Сейфулина, Юрий Олеша, Михаил Голодный и др.
Позднее воспоминания о жизни в этом доме и связанных с ним людях войдут в книгу-мемуаров Наталии Арской «Родные лица».
В 1968 году Наталия Арская окончила факультет журналистики МГУ. Проработала в разных средствах массовой информации более сорока лет, в том числе в пресс-центре Министерства газовой промышленности СССР и журнале «Гражданская авиация».
С начала двухтысячных Наталия Арская начала интересоваться историей своей семьи. С одной стороны её дедом был революционный поэт Павел Арский; с другой — анархисты: дед Николай Ильич Доленко и бабушка Елизавета Григорьевна Тиновицкая (являлась членом Екатеринославской группы анархо-коммунистов). Кроме того прадед Михаил Фёдорович Федин работал казначеем у великих князей рода Романовых Константина Константиновича и Елизаветы Маврикиевны, в 1937 году был расстрелян «за антисоветскую деятельность».
В 2004 году вышла в свет книга-мемуары «Родные лица», посвящённая главным образом деду Павлу Арскому и известным людям, связанным с семьёй. В 2005 году на её основе и книги «Дневник моей мамы» (дневник матери Елены Доленко был подготовлен и издан Наталией Арской) была подготовлена небольшая статья в газете «Вечерняя Москва». В 2013 году книгой «Родные лица» заинтересовалось издательство «Свиньин и сыновья» и переиздало её, разместив на своём сайте биографию автора.
Воспоминания Наталии Арской о поэте Михаиле Светлове были представлены на конкурс издательства АСТ «Школьные воспоминания: я вырос на уроках литературы» и вошли в одноимённый сборник, где участвовали Дарья Донцова, Евгений Бунимович, Людмила Петрановская и другие.
С начала двухтысячных писатель приступил к созданию трилогии об анархистах «И день сменился ночью», куда вошли три исторических романа «Рыцари свободы», «Вдали от России» и «Против течения».
Первый роман трилогии «Рыцари свободы» вышел в 2011 году (переиздан в 2021). Две другие части трилогии — «Вдали от России» и «Против течения», писавшиеся в течение десяти лет, были изданы в 2021 году. Трилогия об анархистах рассказывает о нескольких периодах их деятельности — становление анархистского движения в России, борьба с царизмом и буржуазией («Рыцари свободы»). Эмиграция и работа из-за рубежа («Вдали от России»). Возвращение на родину после переворота 1917 года и борьба уже с большевиками («Против течения»). Книги имеют своих прототипов, среди которых дедушка и бабушка Арской (Николай Доленко и Елизавета Тиновицкая), ряд событий основан на архивных документах.
В 2022 году, уже после смерти Наталии Арской, вышла повесть «Тайна одного сундука». Прототипами повести стал её дед Павел Арский, его жена Анна Михайловна Федина, прадед Михаил Фёдорович Федин. Так же в сюжет книги вошло дело священника тярлевской церкви Сергея Червяковского («Дело протоиерея Червяковского»). Прадед Арской Михаил Федин, протоиерей Сергей Червяковский, протоиерей Николай Сыренский и др. (всего в группу входило 20 человек) были расстреляны за «антисоветскую деятельность». Сергей Червяковский и Николай Сыренский стали прототипами повести.
Издательство «Новое слово», в альманахах которого активно публиковалась Н.Арская и где был издан ряд её книг, создало страницу памяти писателя

## Произведения

### Романы
- «Рыцари свободы»
- «Вдали от России»
- «Против течения»

### Повести и рассказы
- «Тайна одного сундука»
- «Золотистого мёда струя»
- «Гроза»
- «Паром»
- «Саксофонист»
- «Перед выбором»

### Мемуары
- «Родные лица»
- «Дневник моей мамы»
- «Пока живёт память»